# Рух визволення жінок
Рух визволення жінок, Жіночий визвольний рух (англ. Women’s Liberation Movement) — суспільний рух за визнання прав жінок, що зародився у 60-х у США. Зародження руху стало другою хвилею фемінізму, ідеологія якого надихнула діяльність Руху. Зародившись у США, рух поширився у Північній Америці та Європі, а згодом і на решту світу в 60-ті-80-ті роки ХХ ст. Діяльність Руху характеризувалася наявністю великої кількості локальних жіночих організацій, що часто працювали у форматі «лише для жінок» (хоча й траплялися випадки залучення чоловіків до боротьби за гендерну рівність), а також наявністю феміністичних організацій національного масштабу. За період Руху в усьому світі з'явилася значна кількість феміністичних друкованих видань та книг, присвячених боротьбі жінок за гендерну рівність. Одним із центральних концептів Руху було визначення «особисте є політичним».
В Україні друга хвиля фемінізму припала на 90-ті роки ХХ ст., тобто вже після розпаду Радянського Союзу. 

## Основні цілі Руху визволення жінок
Цілі Руху визволення жінок могли дещо варіюватися у деталях залежно від часу, місця й інших умов, у яких перебували його активістки (активісти), і могли досягатися різними засобами. Проте основними цілями Руху були:
1. Економічна рівність жінок із чоловіками;
2. Рівність жінок з чоловіками у доступі до освіти;
3. Доступність для жінок засобів, які допомагають у догляді за дітьми;
4. Жіноча свобода у сексуальному визначені, припинення сексуального насильства проти жінок та право жінок контролювати народжуваність;
5. політична та правова рівність.

## Зародження Руху
Рух визволення жінок розгорнувся на тлі різноманітних соціально-політичних передумов у 1960-х роках, таких як:
- діяльність політичного руху «нових лівих»;
- антивоєнний активізм:
  - протести проти В'єтнамської війни (зокрема й проти участі США у війні);
  - антиядерний рух (опозиція до використання ядерної зброї у світі);
- рух за громадянські права та права людини;
- рух анти-апартеїду;
- інші передумови, пов'язані з боротьбою за свободу й права людини.

Перші активістські групи Руху визволення жінок з'явилися приблизно між 1967 і 1968 роками. Одними з перших груп можна вважати West Side Group (Чикаго, США) і New York Radical Women (Нью-Йорк, США), проте відомо також про появу інших тодішніх осередків, зокрема «чорної» радикально-феміністичної групи в Нью-Рошелл (Нью-Йорк) і Маунт-Вернон (Вашингтон), а також груп в інших регіонах США (наприклад, у Гейнсвіллі, Сіетлі, Вашингтоні і Новому Орлеані).
Впродовж наступних років рух стрімко розширився як у США, так і в інших країнах світу.

## Діяльність Руху визволення жінок

### США

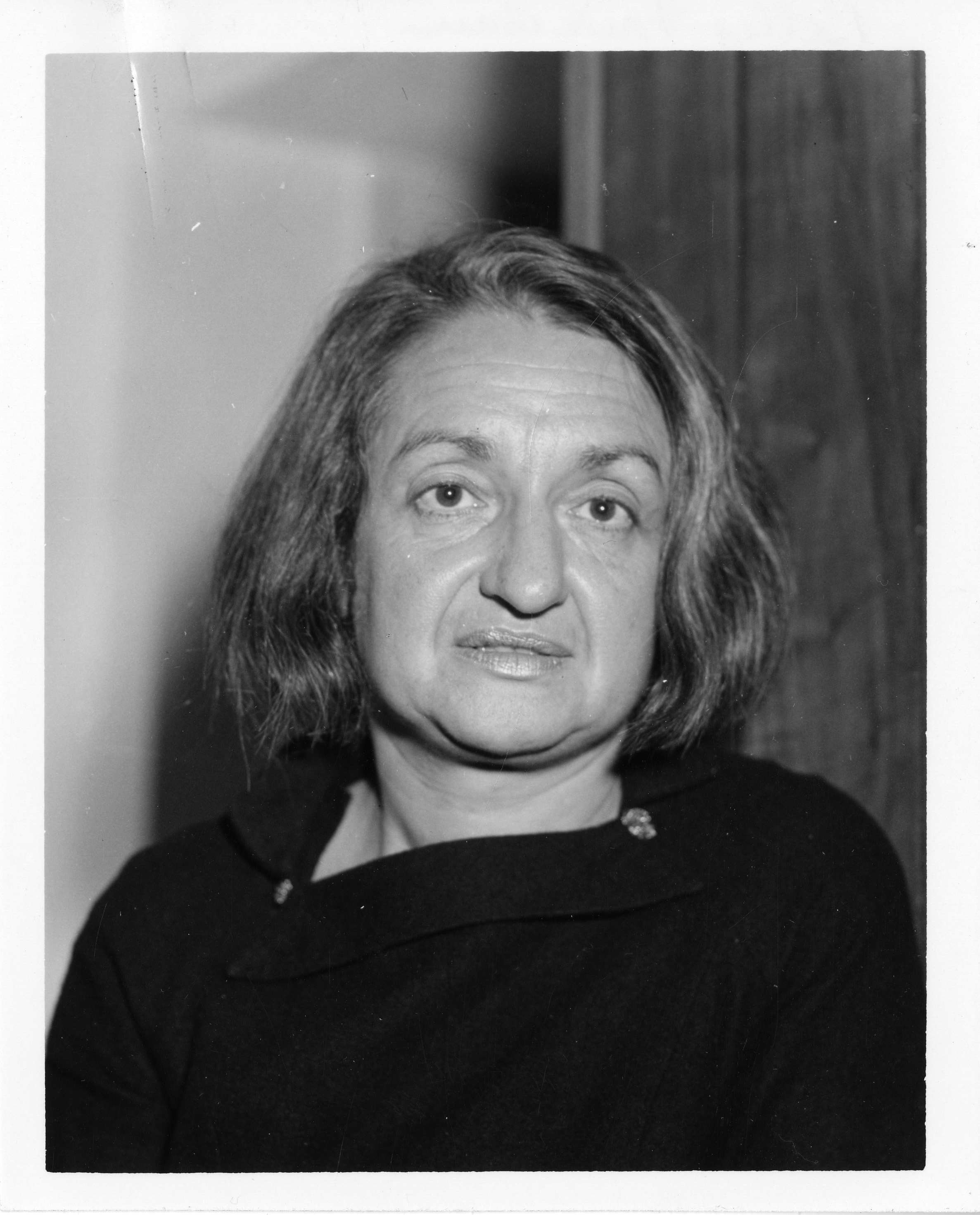
Бетті Фрідан

Особливістю руху у США є одночасне існування двох гілок: ліберальної (старої) та радикальної (нової). В обох гілках функціонувала велика кількість феміністичних організацій, однак їх належність до ліберальної або ж радикальної визначали різні принципи діяльності. Феміністичні групи нової гілки були націлені на зміну ставлення суспільства до ролі жінок, тоді як організації старої гілки намагалися вплинути на державні структури. Окрім того, обидві гілки відрізнялися організаційною структурою та підходами до зміни гендерного режиму в суспільстві. Це пояснюється розривом між поколіннями — більшість представниць радикальної гілки мали до 30 років, тоді як представниці ліберальної були старшими за колежанок. Серед спільного було те, що в обох гілках більшість учасниць були білими жінками середнього класу з наявною вищою освітою.

#### Ліберальна гілка
Датою початку діяльності старої гілки вважається 1966 рік, коли було створено феміністичну організацію «Національна організація жінок» (National Organization of Women, NOW), яку очолила Бетті Фрідан. Передумовою для її утворення стала публікація у 1963 році книги Фрідан «Таємниця жіночності» (Feminine Mystique). Викладені в роботі ідеї стали одним з чинників, які змусили американок почати на боротьбу за свої права.
Організації старої гілки надавали перевагу політичному шляху рішення поставлених завдань. Основна увага акцентувалася на реформаторській діяльності та лобіюванні законопроєктів з метою зрівняння чоловіків та жінок у правах в усіх сферах життя, включно з приватною. Задля цього у 1971 році Бетті Фрідан, Глорія Стайнем та Белла Абцуг заснували «Національне жіноче політичне зібрання».  
Однією з основних цілей «NOW» було виключення категорій «статі» або «статевих відмінностей» із законодавчих текстів та внесення категорії «статі» до Конституції США як фундаменту гендерної рівності.
Серед досягнень старої гілки та «NOW» зокрема — прийняття Конгресом США Поправки про рівні права навесні 1972 року, що передбачала надання жінкам визнання законодавством США рівних із чоловіками прав.

#### Радикальна гілка
Витоки організацій нової гілки Руху походили із «нових лівих», створювалися та діяли незалежно одна від одної. Основною формою діяльності груп нової гілки були групи підвищення самосвідомості (consciousness-raising groups): неформальні зібрання від 3 до 5 жінок, котрі могли відкрито обмінюватися досвідом між собою. Невелика кількість учасниць давала дружню атмосферу та налаштовувпала учасниць вільно говорити про свої проблеми та висловлювати ідеї. Ці зібрання були не психотерапією, а «розвитком солідарної класової свідомості жінок», тобто були покликані завдяки спільному визнанню проблем тісніше об’єднати учасниць задля подальшої боротьби.

Белла Абцуг

З кінця 1960-х за підтримки цих організацій з'являються феміністичні видання, книжкові магазини, кафе, дитячі садочки, жіночі клініки, центри жіночого здоров'я та планування сім'ї, а також кризові центри для жінок, що зазнали сексуального або ж домашнього насильства. Однак, ці невеличкі організації часто не підтримували контактів, що пояснюється радикальним ідеологічним підґрунтям та відходом від структурованої ієрархічної моделі організації груп. Завдяки такому підходу та можливості проявів ініціатив «знизу» до середини 1970-х років радикальна гілка Руху стала більш масштабною за антивоєнні чи молодіжні виступи. До наслідків діяльності нової гілки можна віднести значний внесок у публічний дискурс про права жінок та нерівність, що згодом призвело до змін у суспільстві, спрямованих на вирішення даного питання.

#### Перехід до соціального фемінізму
У 1981 році була видана іще одна книга за авторством Бетті Фрідан під назвою «Друга стадія». Вихід цієї книги спричинив значну зміну у політиці діяльності ліберальної гілки фемінізму.  Причина такої зміни полягала у тому, що Бетті Фрідан у своїй книзі визнавала ілюзорність та помилковість загальних принципів емансипації, яких до того часу притримувались організації Руху. Результатом зміни напрямку діяльності ліберальної гілки стала переорієнтація на соціальний фемінізм – акценти були переміщені на створення нових гендерно чутливих норм законодавства. Таким чином, феміністки ліберального крила Руху покладалися на ідею, що лише держава та інституційні політики мають спроможність допомогти їм у досягненні справжньої гендерної рівності у суспільстві.  

#### Спад Руху
Діяльність Руху визволення жінок у США стала результатом того, що рух перетворився на ідеологію, а отже його інтенсивність спала ближче до початку 80-х років ХХ ст. Такий спад інтенсивності пояснювався тим, що політичні успіхи феміністок були досягнуті завдяки ліберальній гілці фемінізму, тоді як радикальна гілка була джерелом натхнення жіночого Руху у США. Також, перемогами організацій ліберальної гілки у правовій сфері захисту жінок більшою мірою змогли скористатися лише білі жінки з освітою, тоді як представниці маргінальних груп або ж етнічних меншин залишалися осторонь. Також, спаду Руху сприяло те, що радикальні цілі та вимоги, які ставилися представницями Руху на початку 1960-х, пом'якшилися і  стали менш масштабними у зв'язку зі зростаючим економічним розривом між вищими та нижчими верствами населення. Ще одним чинником, що сприяв спаду інтенсивності Руху стало те, що організації ліберальної гілки Руху робили свої успішні досягнення саме у консервативній урядовій сфері, а представниці радикальної гілки перейшли до академічної сфери.

### Канада
Жіночий рух другої хвилі у Канаді став можливий завдяки наслідкам Другої світової війни, коли велика кількість жінок вийшла на ринок праці, а також завдяки надання жінкам права здобувати вищу освіту. Ідеологічним базисом Руху жінок у Канаді стала ідея рівності та відсутності відмінностей між чоловіками та жінками. Ця ідеологічна позиція віднайшла свій вияв тому, що канадські учасниці руху почали послуговуватися концепцією «скляної стелі» у своїй інтерпретації гендерної нерівності у різних життєвих сферах, зокрема у професійній та академічній.
Серед вимог учасниць Руху в Канаді фігурували такі пункти, як надання рівних прав жінкам і чоловікам у сферах освіти та праці, отримання можливості планування сім'ї, а також  боротьба проти насилля над жінками. З 1980-х років у провінціях Канади ситуація з розповсюдженням руху стала нагадувати діяльність організацій радикальної гілки Руху у США — почала з'являтися все більша кількість місцевих (локальних) груп, що надало жінкам з маргінальних категорій населення висловлюватися про свої проблеми та заявляти про те, що білі гетеросексуальні феміністки часто ігнорують відмінності, пов'язані з міжрасовими та релігійними питаннями, етнічною приналежністю, віком та сексуальною орієнтацією. Окрім того, серед цих жінок поширювалась ідея про ставлення категорії «жінка» під сумнів, що отримувало свій вияв у твердженні про те, що категорії статі, раси, класової та етнічної належності, а також сексуальна орієнтація перетинаються під час формування особистості. Як наслідок, жінки, що дотримувалися цієї ідеї, заявляли, що відчувають себе пригніченою верствою суспільства Канади не тільки, як «жінки».
Результатом діяльності Руху визволення жінок у Канаді є збільшення представленості жінок у сфері політики та владних структурах. Це було зроблено завдяки збільшенню кількості жінок у регіональних законодавчих органах, а пізніше зростала і кількість депутатів, що займалися питаннями інтеграції жінок у свої партії. Пізніше такі ініціативи включення жінок до політичної та громадської діяльності переходили на рівень федеральних законопроєктів.

### Європа
Розгортання Руху визволення жінок Європи Рух набув поширеності передусім у Великій Британії та Скандинавії, зокрема й у Швеції, а також у Нідерландах, Франції, Німеччині, Італії, Іспанії та Португалії й інших країнах. Рух переважно втілювався у форматі «низових» («grass roots») ініціатив, зокрема й у діяльності децентралізованих громадських об'єднань і страйках, проте в деяких країнах (наприклад, Швеції) — також і в діяльності політичних партій або припартійних структур.
Хоча конкретні цілі та вимоги активістських осередків могли відрізнятися в залежності від суспільних умов країни та регіону походження, найчастіше їх діяльність була спрямована на:
1. забезпечення «права на тіло» жінок (більша сексуальна свобода, легалізація абортів, право на контрацепцію тощо);
2. вирішення проблеми домашнього насильства й домагань.

Водночас, деякі осередки боролися за рівність робочих умов жінок і чоловіків, а також за ширше залучення жінок до політичних, державних, суспільних структур.

#### Велика Британія
Рух у Великій Британії відзначився «низовими ініціативами» в різних містах країни (перша група в Болтоні), жіночими інформаційними розсилками, проведенням конференцій Руху визволення, появою жіночих центрів і низкою цільових кампаній.
Перша активістська група Руху в Великій Британії була заснована в Болтоні. З початку 70-х британськими містами поширилися жіночі розсилки, зокрема й  розсилка WIRES (Women's Information and Referral Enquiry Service), що була заснована в 1975 р.. У середині 1970-х почали з'являтися жіночі центри (наприклад, Брістольський жіночий центр — Bristol Women's Centre, 1973), які надавали жінками консультації та психологічну підтримку. Протягом 1970-х і 1980-х відбулися Національна кампанія за аборти (National Abortion Campaign, NAC) і марші «Повернути ніч» («Reclaim the night»), організовані об’єднанням Жінок проти насилля щодо жінок (Women Against Violence Against Women).

#### Франція
Діяльність Руху звільнення жінок у Франції почалася у 1970 році після студентських та робочих заворушень. Французький Рух називався MLF (фр. Mouvement de libération des femme). Учасниці Руху наслідували приклад своїх американських колежанок, формуючи групи, до складу яких входили лише жінки. Також, у французькому Русі цінувалися такі риси як пряма демократія, спонтанність та радикалізм, що є схожим до моделі організації радикальної гілки американського Руху звільнення жінок. Отже, 1970 рік було проголошено французькими феміністками «нульовим роком» для феміністичного руху у Франції, що означало відкинення ідей боротьби за рівні права чоловіків та жінок, а також жіночі права зокрема. Натомість, представниці французького Руху поставили собі мету боротися за свободу, проти пригнічення, експлуатації та обмеження жінок традиційними цінностями. Окрім того, наявність вимог французьких представниць Руху про отримання жінками свободи на розпорядження власним тілом призвело до того, що було французька влада прийняла новий закон, який впроваджував більш ліберальну політику стосовно абортів. Пізніше, в середині 1970-х років, Рух та його ідеї перейшли з фази громадського активізму на простір академічних дебатів. У цих дебатах піднімалися питання про використання контрацептивних засобів, абортів, обговорювалися  зґвалтування, соціальні та сексуальні стосунки, сім'я, материнство, жіноча праця та експлуатація, а також лесбійська форма стосунків. Пізніше, така категорія дискусій була об'єднана у дисципліну під назвою «феміністичні студії». Трохи пізніше, вже у 1980-х роках феміністичні студії починали легітимізуватися у французьких університетах та у CNRS (фр. Centre National de la Recherche Scientifique; англ. National Center for Scientific Research).

#### Німеччина
Німецький феміністичний Рух розвивався лише на територіях Західної Німеччини, оскільки Східна Німеччина, або ж НДР (Німецька Демократична Республіка), знаходилася під контролем Радянського Союзу. Навесні 1968 року у Західній Німеччині було створено Раду дій зі звільнення жінок (нім. Aktionsrat fur die Befreiung der Frauen). Восени цього ж року Гельке Зандер виступила з промовою від імені Ради на національній конвенції Німецької НССФ, або ж Німецької Соціалістичної Студентської Федерації (нім. SDS — Socialist German Student Federation) у Франкфурті. У своїй промові вона звернула увагу на питання несправедливості патріархального ладу у суспільстві, слабкої представленості жінок у владних структурах, політичного значення приватного життя, а також були згадані права та потреби жінок, пов'язані з материнством. Пізніше, у березні 1971 року у Франкфурті була проведена перша загальнонаціональна жіноча конференція, що й стало початком діяльності другої хвилі жіночого Руху у Німеччині. Першими вагомим досягненнями жіночого німецького Руху можна назвати відкриття у 1972 році декількох будинків для знедолених жінок, а також було започатковано декілька феміністичних ініціатив та проєктів. У 1974 та 1975 роках відповідно було видано дві книги-бестселери, присвячені жіночому здоров'ю, — Хліб та рози (нім. Brot und Rosen), а також Шепіт відьом (нім. Hexengeflüster). У 1976 році було засновано німецький журнал «Clio», що також був присвячений проблематиці жіночого здоров'я. На відміну від американського феміністичного Руху, німецький також характеризувався тим, що не мав загальнонаціональної парасолькової організації, як НОЖ (Національна Організація Жінок; англ. NOW) у США. Тобто, по всій території Західної Німеччини існувала велика кількість розпорошених між собою жіночих груп та організацій, що були об'єднані лише спільною ідеологією гендерної рівності. Однак, вже у 1979 році було засновано нову політичну партію під назвою «Партія жінок» (нім. Frauen-partei), яка мала на меті представляти інтереси жінок у суспільстві тогочасної Німеччини.
Також, існувало два видання, які характеризували різні частини феміністичного Руху у Німеччині — «Courage» (заснований у 1976) та «Emma» (заснований у 1977). Перший характеризувався приділенням значної уваги політичній боротьбі за рівність жінок та чоловіків, тоді як другий нагадував американське жіноче видання «Ms.» — у ньому публікувалися матеріали, цільовою аудиторією яких було більш широке коло німецьких жінок, а не лише тих, хто притримувався феміністичної ідеології.

#### Швеція
Діяльність Руху у Швеції частково базувалася на вже наявних партійних жіночих федераціях (Національна федерація соціал-демократичних жінок у Швеції, Консервативна жіноча асоціація, Шведські центристські жінки, Християнсько-демократична організація у Швеції, Соціал-демократична жіноча федерація тощо). Тим не менш, з розгортанням Руху з'явилися й інші жіночі об'єднання: «Група 8» (1970 р.), Шведська організація притулків невідкладної допомоги для жінок, які зазнали насильства (ROKS, 1984),  «Жіночий фрон» (Kvinnofronten).
Загалом, діяльність шведських осередків Руху продовжила сприяти формуванню в країні політики «державного фемінізму» («state feminism»). Водночас, у 1960-х - 1970-х рр. активістські осередки досягли законодавчих змін, які стосувалися протидії зґвалтуванням  насиллю стосовно жінок, а також впровадження партійних гендерних квот.

### Україна
Перша хвиля жіночого руху в Україні відбулася у другій половині ХІХ ст., одночасно з активізацією першої хвилі Руху на заході, коли жінки намагалися вибороти собі право голосу. Натомість, друга хвиля фемінізму в Україні затрималася до початку 1990-х років у зв'язку з перебуванням України в складі Союзу Радянських Соціалістичних Республік, тоді як на заході цей процес почався у другій половині 60-х років ХХ ст.  Специфічні історико-політичні умови також зумовили відмінності між західним та українським жіночим Рухом другої хвилі. В Україні боротьба за права жінок відбувалися в контексті боротьби за незалежність України від СРСР,  також метою Руху була не перебудова суспільних відносин між чоловіками та жінками на всіх рівнях, а лише відстоювання прав жінок у громадській сфері. На початку 1990-х почали відновлюватися жіночі організації, що були закриті в ході репресій в Радянському Союзі. Відомо про чотири такі українські жіночі організації – Союз Українок, Жіноча громада, Всеукраїнське жіноче товариство ім. Олени Теліги, а також Спілка жінок України.
З другої половини 90-х років минулого століття почали з'являтися регіональні жіночі організації на території України: «Асоціація жінок в агробізнесі» (Луцьк), «Донецька обласна ліга ділових жінок», «Харківський міський центр солідарності жінок творчої орієнтації», «Клуб одеських дам», «Відродження нації» (Тернопіль), «Дочки-матері» (Сімферополь), татарський жіночий клуб «Ізгелік» (Київ) та «Клуб ділових жінок» (Ялта).

## Результати руху

### Право на аборт
Однією із перемог Руху стало надання жінкам права на проведення абортів, яке було здобуте внаслідок діяльності Руху. Станом на сьогодні аборт дозволений у  Швеції (з 1946 р.), Великій Британії (з 1967 р.), США (з 1973 р.), де власне і відбувалися досить активні дії з боку організацій Руху для боротьби за права жінок. Дозвіл на аборти не лише дозволив жінкам отримати більшу свободу контролю над власним тілом та запобігати небажаним вагітностям, але й переосмислити сексуальні стосунки як джерело отримання задоволення. Цьому також сприяло широке розповсюдження з середини ХХ ст. більш ефективних контрацептивних засобів.  

### Здобутки в освіті
Завдяки діяльності Руху університетська освіта стала більш доступною для жінок. Підтвердженням цьому може служити зростання кількості жінок, що отримали вищу освіту в університетах США. Зокрема кількість студенток зросла в традиційно чоловічих професійних галузях — стоматології, правознавства та медицини з 1.425 у 1966 році до більш ніж 20.000 на початку 1990-х років. Окрім того, результатом діяльності Руху став прихід в академічну сферу такої галузі знань як «жіночі (феміністичні) студії». В рамках цієї галузі велися дебати про роль жінок у публічній та приватній сферах, обговорювалися питання сексуальності, прав жінок та інші. Академічна сфера виявилася зручним середовищем для проведення гендерних досліджень, обговорення, вивчення та переосмислення ролей жінок у суспільствах минулого та теперішнього.

### Жінки та політика
Одним із досить важливих результатів діяльності Руху по всьому світу стало більш активне залучення жінок до політичної діяльності на різних рівнях владних структур — від місцевих рад до урядових установ. Цю практику впроваджували такі держави, як США, Франція, Швеція, Німеччина, Україна та ряд інших держав світу у різні періоди ХХ ст. в залежності від масштабів та успішності діяльності Руху звільнення жінок у певній державі. Завдяки залученню до сфери політичного управління жінки мали змогу не лише брати участь у прийнятті важливих політичних рішень, але й формувати партії чи групи, що представляли інтереси виключно жіночої частини населення у традиційно чоловічій сфері влади. До того ж, активна діяльність Руху визволення жінок у другій половині ХХ ст. дозволила жінкам отримати правовий захист у медицині, освіті, професійній та приватній сферах.

### Лесбійський активізм
Протягом діяльності Руху визволення жінок у 1970-х роках почастішали випадки публічного камінг-ауту серед лесбійок. Водночас, лесбійський активізм спрямувався в декількох напрямках:
- академічна критика (виявлення причин, особливостей лесбійства та стану лесбійського руху);
- лесбійська література;
- розширення мережі контактів;
- підтримка лесбійських груп.

З'явилася також низка публікацій на тему лесбійства в академічних журналах галузі жіночих студій (наприклад, Feminist Studies, Women's Studies Women and Literature).

### Вплив на решту світу
Говорячи про здобутки Руху поза межами США або Європи, варто згадати серію законодавчих актів, що були прийняті протягом 1970-х та 1980-х років у Австралії. До списку цих законодавчих актів входили Акт про декретну відпустку (1973), Акт про сімейне законодавство (1975), Антидискримінаційний Акт (червень, 1977), Акт про рівність статусів дітей (грудень, 1997), Акт про дискримінацію за ознакою статі (1984), Акт про рівні можливості для жінок (1986). Такі приклади впровадження легального захисту жінок можна було спостерігати й у інших країнах. Загалом, такі законопроєкти стосувалися сімейного та трудового законодавства.